# Классен, Генрих Николаевич
Классен Генрих Николаевич (англ. Heinrich Klassen; 18 [31] мая 1917, Орловка, Екатеринославская губерния — 1 марта 2002, Кобленц, Рейнланд-Пфальц) — советский учёный-германист, педагог, автор первого в Советском Союзе немецкого букваря (Fibel), профессор, заведующий кафедрой немецкого языка Башкирского государственного университета, Башкирского государственного педагогического института (ныне Башкирского государственного педагогического университета имени М. Акмуллы), декан факультета иностранных языков. Профессор (1980). Заслуженный деятель науки Башкирской АССР (1977).

## Биография
Родился 18 (31) мая 1917 года в деревне немецких колонистов-менонитов Бандорф Бахмутского уезда Екатеринославской губернии (ныне село Орловка Покровского района Донецкой области). Отец был крестьянином. Генрих позже вспоминал, что не хотел быть крестьянином, он мечтал получить образование. Так же, как все немцы Поволжья и Украины того времени, Генрих плохо знал русский язык, но решил уехать из деревни.
В 1936 году он поступил в Ленинградский педагогический институт имени А. И. Герцена. Основоположники советской германистики Виктор Максимович Жирмунский и Владимир Григорьевич Адмони (Адмони Вольдемар Вольф Гойшевич) помогли Г.Классену, для которого нижненемецкий язык (Plattdeutsch) был родным, определиться с направлением научных исследований. Студент Классен увлёкся изучением немецких диалектов, в основном, российских немцев. Академик В. М. Жирмунский оставался руководителем работ Генриха Классена по немецким диалектам до конца своей жизни (1960).
В 1937 году отец Генриха Николай Исакович (1883—1937), колхозный садовник и братья Николай (1911—1937) и Петер (1913—1937) были арестованы и расстреляны.
В 1940 году, после окончания института в Ленинграде, был направлен в Уфу в институт иностранных языков (позже — факультет педагогического института). Здесь он познакомился с Джалилем Киекбаевым — будущим учёным-лингвистом.
После прихода к власти фашистов в Германии (1933), в Советский Союз эмигрировали многие антифашисты и коммунисты. В 1936 году в Уфе жил немецкий писатель Фридрих Вольф. На него произвели большое впечатление изменения, произошедшие после революции в Башкортостане и в Уфе. Он был удивлён, познакомившись в таком далёком от центра уголке России, с людьми, хорошо владевшими немецким языком.
В годы Великой Отечественной войны Генрих Классен, как этнический немец, не был призван в ряды Красной армии. Он оказался в «трудармии» — строил железную дорогу под Ульяновском, валил лес под Пермью, где едва не погиб от болезни и голода. Затем вместе с женой был отправлен на Алтай, на спецпоселение. С трудом Генриху Классену удалось добиться перевода в одну из школ городка Славгород.
В течение десяти лет после окончания войны, немцы были поражены в правах, но Классену удалось получить разрешение на выезд в Уфу. В 1946 году возвратился в Башкирский государственный педагогический институт на факультет иностранных языков. С 1946 года, 25 лет Классен был заведующим кафедрой немецкого языка.
Молодому заведующему нелегко приходилось со «старыми кадрами», но, как он сам вспоминал, «времени на распутывание интриг у меня не оставалось»: Классен активно готовился к защите кандидатской диссертации. Защита состоялась в 1960 году в Москве. Руководителем диссертации была назначена В. М. Григорьева (фактически же группа «кураторов» диссертации была более обширна, в неё входили профессор И. В. Рахманов, доценты И. Д. Салистра, Н. И. Гез). Диссертация, посвящённая методике преподавания немецкого языка в школе («Объяснение и закрепление сложноподчиненных предложений немецкого языка в VII классе»), была новаторской для своего времени. В середине 1950-х статьи Классена в журнале «Иностранные языки в школе» называли новаторскими, затем их положения вошли в общую методику, выпущенную под редакцией И. Д. Салистры и его идеи нашли применение на практике.
В 1960—1970 годах — декан факультета иностранных языков Башкирского государственного университета.
Долгие годы Классен руководил программой повышения квалификации учителей немецкого языка в республике. Его прозвали «учителем учителей немецкого языка» республики.
К концу 1960-х годов кафедра немецкого языка Башкирского госуниверситета получила статус методического центра для педагогов неязыковых вузов Урала и Сибири.
В 1974 году перешёл на работу в Башкирский государственный педагогический университет имени М. Акмуллы). В 1974—1989 годах был заведующим кафедры методики преподавания иностранных языков. Читал лекции по методике преподавания иностранного языка, вёл курс теоретической грамматики немецкого языка.
В 1980 году ВАК при Совмине СССР присвоил Г. Н. Классену звание профессора в особом порядке без защиты докторской диссертации, на основе опубликованных работ и монографии по нижненемецкому диалекту, подготовленной для Академии наук ГДР. Ему предложили возглавить кафедру преподавания иностранных языков. Кафедрой методики он руководил до 1989 года.
Башкирский государственный педагогический институт был открыт в 1967 году и литературы на иностранных языках был недостаточно. Несколько поколений студентов, не подозревая об этом, пользовались личной библиотекой Генриха Николаевича, подаренной библиотеке факультета иностранных языков, в том числе 25-томным Энциклопедическим словарём Мейера.
В 1991 году Генрих и Эрна Классен уезжают в Германию. В 1993 году в Марбургском университете была издана монография профессора Генриха Классена. Был приглашён в университет Майнца, где проработал год.
Последние годы жизни Г. Н. Классен провёл в Германии. Написал книгу «Прочь от клочка земли» о судьбе российских немцев и собственной судьбе.
Скончался 1 марта 2002 года в городе Кобленц.

## Научная деятельность
Генрих Классен был учёным-германистом. Начиная с 1950 годов, он начал публиковать в Москве работы, посвящённые методике преподавания иностранных языков. Его рекомендации по обучению переводу использовались методистами преподавания иностранных языков по всей стране, поскольку включались в учебник по методике.
В 1950—1980 годах в Москве издательство «Просвещение» выпустило пять книг на немецком языке адаптированных под его редакцией, книга «Эрнст Тельман» за 30 лет была издана шесть раз. Среди них были книги для обучения чтению на немецком языке, предназначенные для школьников и студентов первого курса.
Генрих Классен внёс вклад в составление и издание учебников, программ для изучения немецкого языка как родного языка. В 1970-е годы Министерство просвещения РСФСР планировало восстановление немецких школ. В этой программе принимал участие и Благоварский район Башкирской АССР (немецкие сёла Пришиб, Алексеевка). Генрих Классен принимал участие в этой программе, организовывал практику студентов в школах этих населённых пунктов, сбор материалов по изучению языка местных немцев.
В 1957 году издательство Учпедгиз выпустило первый советско-немецкий букварь (Fibel), составленный Генрихом Классеном. После снятия ограничений этот букварь дошёл до немецких семей во всех уголках Советского Союза. Издание Немецкого букваря Классена продолжалось до 1980 — начала 1990-х годов. Издательство «Просвещение» издало несколько комплектов учебников по немецкому языку и литературе, составленных под его руководством (совместно с И. А. Суховой и Е. И. Гутровой).
В Германии работы Генриха Классена о нижненемецком диалекте советских немцев вызывает большой интерес, на нём говорило население Севера Германии, отчасти Нидерландов и Дании, а в самой Германии он считается исчезнувшим диалектом. Работы Классена были опубликованы в ГДР, после объединения Германии и в ФРГ, изучение этого диалекта было включено в учебную программу некоторых вузов.
Профессор Генрих Николаевич Классен внёс большой вклад в подготовку специалистов по иностранным языкам для школ, вузов, народного хозяйства. Его учебники, книги, методические разработки остаются важными источниками знаний для школьников и студентов.

## Награды
- Заслуженный деятель науки Башкирской АССР (1977).

## Память
- В 2017 году работники образования и науки Республики Башкортостан почтили память профессора Генриха Николаевича Классена. В апрельском номере журнала «Бельские просторы» опубликованы материалы, посвящённые юбилею Генриха Классена;
- В Башкирском государственном университете прошла научная конференция и неделя немецкого языка, посвящённая памяти Генриха Классена;
- В мае 2017 года в Башкирском государственном педагогическом университете прошла научно-практическая конференция «Обучение иностранному языку: актуальные проблемы и перспективы», посвящённая 100-летию профессора Г. Н. Классена.

## Семья
Жена — Эрна Давыдовна Винс-Классен, была преподавателем немецкого языка Башкирского государственного медицинского института (ныне Башкирский государственный медицинский университет) и Башкирского государственного педагогического института. Дочери Анна и Ирина, сын Николай.